# Europapokal der Landesmeister (Handball) der Frauen 1975/76
Am Europapokal der Landesmeister 1975/76 nahmen 13 Handball-Vereinsmannschaften aus 13 Ländern teil. Diese qualifizierten sich in der vorangegangenen Saison in ihren Heimatländern für den Europapokal. Bei der 15. Austragung des Wettbewerbs konnte mit RK Radnički Belgrad zum ersten Mal eine Mannschaft aus Jugoslawien den Pokal gewinnen.

## 1. Runde
|                              | Gesamt    |                            | Hinspiel | Rückspiel |
| ---------------------------- | --------- | -------------------------- | -------- | --------- |
| TuS Eintracht Minden         | 24:24 (1) | Union Admira Landhaus Wien | 15:10    | 09:14     |
| IL Vestar Oslo               | 23:20     | ZSKA Sofia                 | 12:11    | 11:09     |
| TJ Inter Slovnaft Bratislava | 31:47     | RK Radnički Belgrad        | 14:23    | 17:24     |
| Høje Gladsaxe IF             | 22:16     | Valur Reykjavík            | 12:07    | 10:09     |
| Stockholmspolisens IF        | 52:13     | Hapoel Ra'anana            | 25:06    | 27:07     |

Durch ein Freilos zogen ASU Lyon, Medina Guipúzcoa und Mora Swift Roermond direkt in das Viertelfinale ein.

## Viertelfinale
|                            | Gesamt |                     | Hinspiel | Rückspiel |
| -------------------------- | ------ | ------------------- | -------- | --------- |
| Stockholmspolisens IF      | 45:19  | ASU Lyon            | 24:08    | 21:11     |
| IL Vestar Oslo             | 20:32  | RK Radnički Belgrad | 11:12    | 09:20     |
| Union Admira Landhaus Wien | 31:07  | Medina Guipúzcoa    | 17:03    | 14:04     |
| Mora Swift Roermond        | 24:19  | Høje Gladsaxe IF    | 15:08    | 09:11     |

## Halbfinale
|                     | Gesamt |                            | Hinspiel | Rückspiel |
| ------------------- | ------ | -------------------------- | -------- | --------- |
| RK Radnički Belgrad | 41:16  | Union Admira Landhaus Wien | 20:07    | 21:09     |
| Mora Swift Roermond | 25:20  | Stockholmspolisens IF      | 14:09    | 11:11     |

## Finale
Das Finale fand am 4. April 1976 in Belgrad statt.
|                     | Ergebnis |                     |
| ------------------- | -------- | ------------------- |
| RK Radnički Belgrad | 22:12    | Mora Swift Roermond |